# Chlumec (Olešník)
Chlumec je vesnice, část obce Olešník v okrese České Budějovice v Jihočeském kraji. Leží zhruba 7,5 kilometru severozápadně od Hluboké nad Vltavou. V roce 2011 zde trvale žilo 125 obyvatel. V těsné blízkosti vsi protéká Munický potok.

## Historie
Okolí Chlumce bylo osídleno již v pravěku. Státem chráněné mohylníky v lesním komplexu mezi Chlumcem, Novou Vsí a Jezniicí jsou důležitým pramenem pro poznání pravěké sídelní struktury.
Udává se, že první písemná zmínka o vesnici se objevuje roku 1423 v popravčí knize pánů z Rožmberka; podle jiných zdrojů se však jednalo spíše o Chlumec na Českokrumlovsku. Za první skutečně ověřenou zmínku o vsi proto můžeme pokládat zápis v urbáři pánů z Perštejna, který vznikl před rokem 1492 a ve kterém jsou uváděna jména tehdejších držitelů zdejších usedlostí. V roce 1513 je připomínám lovčí Vrána z Chlumce. V urbáři pánů z Hradce, který vznikl před rokem 1592, Chlumec patřil pod rychtu Olešníku; hospodařilo zde 17 hospodářů. V katastru z roku 1785 bylo v Chlumci 25 čísel popisných. Až do zrušení poddanství Chlumec náležel k hlubockému panství. V letech 1850 až 1948 ves náležela k soudnímu okresu Hluboká nad Vltavou, farností i školou Chlumec příslušel k Purkarci.

## Současnost
Na návsi se nachází pobočka obecního úřadu Olešník, kaple se zvoničkou a hasičská zbrojnice. Několik domů v Chlumci bylo postaveno ve stylu selského baroka. V jihozápadní části stojí budovy zemědělského družstva. Ves je spolu s Purkarcem výchozím bodem pro cestu k blízkému Karlovu hrádku při Hněvkovické přehradě.

## Obyvatelstvo
| Rok            | 1869 | 1880 | 1890 | 1900 | 1910 | 1921 | 1930 | 1950 | 1961 | 1970 | 1980 | 1991 | 2001 | 2011 | 2021 |
| -------------- | ---- | ---- | ---- | ---- | ---- | ---- | ---- | ---- | ---- | ---- | ---- | ---- | ---- | ---- | ---- |
| Počet obyvatel | 318  | 326  | 329  | 337  | 372  | 393  | 331  | 295  | 274  | 227  | 178  | 144  | 127  | 125  | 137  |
| Počet domů     | 30   | 32   | 33   | 33   | 34   | 39   | 51   | 62   | 86   | 58   | 57   | 70   | 71   | 71   | 74   |

## Obecní správa
V letech 1850–1868 tvořily Velice a Chlumec samostatnou obec. V roce 1868 se obě sídla osamostatnila.
12. června 1960 byla k obci připojena Nová Ves a 14. června 1964 pak byl Chlumec i s Novou Vsí začleněn pod obec Olešník.

## Pamětihodnosti
- Čtyři mohylníky[4]
- Usedlost čp. 7[4]
- Kaple svatého Václava z roku 1922, v kapli je umístěna pamětní deska obětem první světové války[11]
- Objekt bývalé hájovny (Chlumec čp. 26); na stěně domu je deska s nápisem NA PAMĚŤ OBĚTÍ NACISMU NADHAJNÉHO JOSEFA RYBÁKA *19.2.1889 †16.10.1944 V TEREZÍNĚ A JEHO CHOTI TEREZIE *27.1.1888 †22.1.1945 V RAVENSBRÜCKU, BYLA TATO HÁJOVNA POJMENOVÁNA „U RYBÁKA“[12]
- Pomník paraskupině Glucinium[12]
- Kaple svaté Rozálie